# Окулолинктус

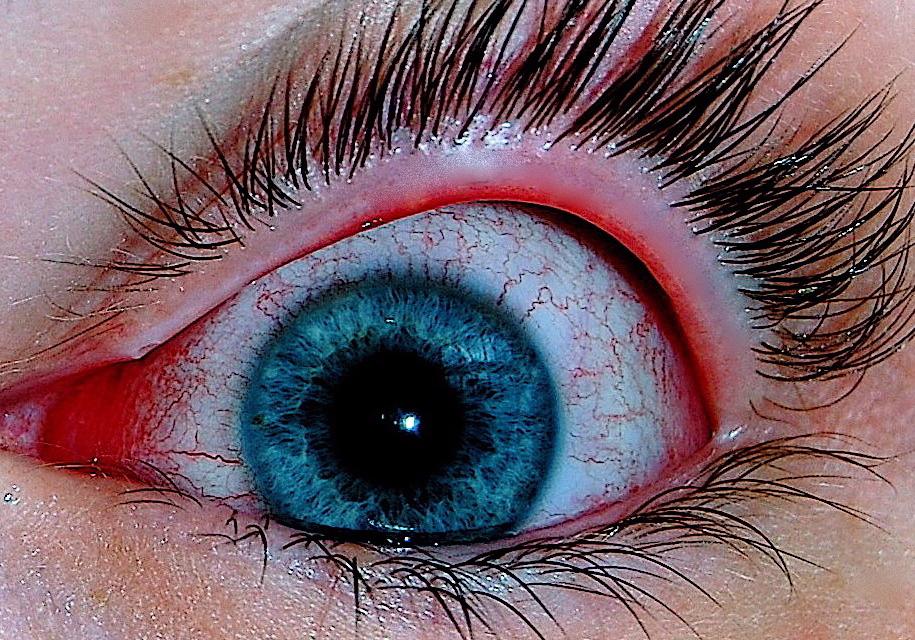
Облизывание глазных яблок может привести к возникновению конъюнктивита (на фото)

Окулолинктус, или же облизывание глазных яблок, относится к парафилической практике облизывания глазных яблок для эротического удовлетворения. В середине 2013 года в англоязычных газетах начали появляться статьи о появлении новой практики, набирающей популярность в Японии, где ему дали название Gankyū name purei (яп. 眼球舐めプレイ, - "игра с облизыванием глазных яблок"). Однако другие СМИ подставили под сомнение существование этой практики. Они сообщили что данная мистификация, возможно, была основана на статье в японском таблоиде. Слухи о мистификации привели к редактированию или удалению некоторых статей из-за подозрения в фальсификации.

## Характеристики
СМИ сообщали о значительном росте глазных инфекций среди японских подростков, что по их мнению было связано с ростом популярности окулолинктуса. Согласно удалённой статье The Guardian, лизание глазных яблок, по своей сути «является новомодной второй базой; то есть тем, на что партнёры переходят, когда обычные поцелуи становятся скучными». Сообщалось также что неожиданный рост популярности окулолинктуса среди японских школьников возможно связан с клипом японской группы Born . В последующих статьях, например, в Huffington Post, позднее редактированной как возможная мистификация, указывается увеличение числа японских школьников, носящих глазные повязки. В статье говорилось и о том, что в одной из японских школ треть 12-летних учеников признались, что занимались окулолинктусом. Также сообщалось о распространении этой практики на Виргинских островах .

## Риски для здоровья
Окулолинктус связан со значительным риском для здоровья в основном потому, что язык человека покрыт пленкой микроорганизмов, а в слюне есть ферменты, которые имеют свойство расщепления. Эти микроорганизмы могут вызывать инфекции глаз, такие как конъюнктивит, герпес, хламидиоз, эрозии роговицы и язвы роговицы. Бактерии полости рта могут попасть в роговицу через образовавшиеся царапины, что впоследствии приведет к инфекции.
Возникшие инфекции могут вести к нарушениям зрения и воспалению. Поэтому с недавнего времени врачи рекомендуют избегать лизания контактных линз перед надеванием, объясняя это тем, что глазные яблоки и ротовая полость имеют разные виды микрофлоры.